# Omphax subaspersa
Omphax subaspersa là một loài bướm đêm trong họ Geometridae.